# Casevecchie
Casevecchie (en cors Casevechje) és un municipi francès, situat a la regió de Còrsega, al departament d'Alta Còrsega. L'any 2011 tenia 415 habitants.

## Demografia
| 1962 | 1968 | 1975 | 1982 | 1990 | 1999 |
| ---- | ---- | ---- | ---- | ---- | ---- |
| 90   | 91   | 94   | 106  | 87   | 68   |

## Administració
| Període | Identitat               | Partit | Qualitat |  |
| ------- | ----------------------- | ------ | -------- |  |
| 1978-   | Jean-Touissant Paolacci | PRG    |          |  |